# São Luís (região)
São Luís (em francês: Saint-Louis) é uma das catorze regiões que dividem o Senegal. Até 21 de fevereiro de 2002, a região de São Luís compreendia também a atual região de Matam, que representava o antigo departamento de Matam.

## Departamentos
A região está dividida em três departamentos:
- Dagana
- Podor
- São Luís

Em 21 de fevereiro de 2002, o departamento de Dagana foi desmembrado com a criação no novo departamento de São Luís.				

## Demografia
| População da região de São Luís (2008–2015) | População da região de São Luís (2008–2015) | População da região de São Luís (2008–2015) | População da região de São Luís (2008–2015) | População da região de São Luís (2008–2015) | População da região de São Luís (2008–2015) | População da região de São Luís (2008–2015) | População da região de São Luís (2008–2015) |
| ------------------------------------------- | ------------------------------------------- | ------------------------------------------- | ------------------------------------------- | ------------------------------------------- | ------------------------------------------- | ------------------------------------------- | ------------------------------------------- |
| 2008                                        | 2009                                        | 2010                                        | 2011                                        | 2012                                        | 2013                                        | 2014                                        | 2015                                        |
| 840.844                                     | 865.058                                     | 894.000                                     | 918.700                                     | 946.433                                     | 972.188                                     | 998.358                                     | 1.024.912                                   |